# Hollington, East Sussex
Hollington är en stadsdel i Hastings, i distriktet Hastings, i grevskapet East Sussex i England. Stadsdelen hade 5 799 invånare år 2021. Hollington var en civil parish fram till 1897 när blev den en del av Hollington St. John och Hollington Rural. Civil parish hade 2 056 invånare år 1891.